# Il Popolo d’Italia
Il Popolo d’Italia (dt.: „Das Volk von Italien“) ist der Titel einer italienischen politischen Tageszeitung, die 1914 von Benito Mussolini gegründet wurde. Der Titel lehnt sich an jenen des Blattes des italienischen Revolutionärs Giuseppe Garibaldi an.

## Geschichte
Benito Mussolini war 1914 aus der Partito Socialista Italiano (dt. „Sozialistische Partei Italiens“) ausgeschlossen und als Chefredakteur des Parteiorgans Avanti! abgelöst worden, weil er entgegen den Beschlüssen der Partei öffentlich für einen Kriegseintritt Italiens auf der Seite der Entente eingetreten war. Redakteurin der Il Popolo d’Italia war auch seine Beraterin, Förderin und bis 1938 verheiratete Geliebte Margherita Sarfatti. Es ist wahrscheinlich, dass zur Finanzierung der Gründung von Il Popolo d’Italia beträchtliche Geldmittel aus Frankreich geflossen sind. Mussolini warb in diesem Blatt, das 1915 in einer Auflage von 80.000 Exemplaren erschien, zunächst vordringlich für den Kriegseintritt.
Mit dem Regierungsantritt Mussolinis 1922 wurde die Zeitung zum offiziellen Organ des Partito Nazionale Fascista (dt.: „Nationalfaschistische Partei“) und vertrat eine königstreue Linie. Sie wurde nach Mussolinis Verhaftung am 26. Juli 1943 eingestellt. Nach seiner Befreiung im September 1943 erschien die Zeitung, auf seinen ausdrücklichen Wunsch hin, nicht mehr. Im Dezember 1944 verkaufte Mussolini den Sitz an der Piazza Cavour in Mailand an den Industriellen Gian Riccardo Cella.
Im Jahr 1998 wurde in Mailand ein Antrag auf Neuauflage zurückgewiesen. Die faschistische Zeitung konnte dennoch 1999 unter der Auflage erscheinen, dass sie nicht im freien Verkauf, sondern nur für Abonnenten erhältlich ist.